# Țvitova, Kaluș
Țvitova (în ucraineană Цвітова) este un sat în comuna Luka din raionul Kaluș, regiunea Ivano-Frankivsk, Ucraina.

## Demografie
Componența lingvistică a localității Țvitova
     Ucraineană (100%)
Conform recensământului din 2001, toată populația localității Țvitova era vorbitoare de ucraineană (100%).